# نور (مازندران)
نور یکی از شهرهای استان مازندران در ایران است.
این شهر مرکز شهرستان نور است. مردم نور از قومیت  تات هستند و به زبان تاتی یا باصطلاح مازندرانی صحبت می‌کنند. مردم شهرستان نور زبان تاتی یا مازندرانی را با گویش کجوری صحبت می‌کنند که به گویش مردم نوشهر و چالوس شباهت دارد طبق نظر مورخان و شواهد موجود به نظر می رسد، گالش ها و تات ها تنها بازمانده تپوریان هستند..
نور یکی از قدیمی‌ترین نواحی شهرنشین طبرستان (مازندران) بوده که به گواهی تاریخ، رستمدار نام داشته‌است. نور شهری گردشگری است که محبوبیت فراوانی میان مسافران داخلی و خارجی دارد. دید جنوبی شهر به سمت کوه‌های پوشیده از درختان پهن‌برگ و از سمت شمال به دریای مازندران از سمت غرب به شهر رویان و از سمت شرق نیز به ناحیهٔ رستم‌رود مشرف است. این ناحیه پس از تصویب طرح جامع نور در آذرماه ۱۳۹۲ اکنون جزء محدودهٔ قانونی این شهر محسوب می‌گردد. جنگل‌های شمال ایران جزء جنگل‌های هیرکانی هستند که قدمتشان به دوره‌های دوم و سوم زمین‌شناسی بازمی‌گردد.

## مردم

### قومیت
مردم نور از قومیت طبری هستند و ریشه در قوم باستانی آمارد و  تپوری (به یونانی: Τάπυροι) دارند. شهرهای آمل، چالوس، کلار، سعیدآباد و رویان جزئی از سرزمین قوم تپوری بودند.

### خطر انقراض قوم طبری
به گفتهٔ پژوهشگران آمار بالای طلاق، باروری کم، سالمندی و ازدواج پایین از مشکلات حوزهٔ جمعیت در میان قوم طبری به ویژه طبری‌های مازندران محسوب می‌شود. پژوهشگران به روند پیری جمعیت قوم طبری اشاره نموده و بر لزوم توجه به سیاست جوانی جمعیت تأکید دارند. پژوهشگران خطر انقراض قوم طبری (مازندرانی) را در کشور خطر جدی می‌دانند. براساس غربالگری از ۴۳۰ هزار زوج طبری (مازندرانی) در سال ۱۴۰۱ حدود ۱۰ هزار زوج نابارور در مازندران شناسایی شدند.

### جمعیت
بر اساس سرشماری سال ۱۳۹۵ جمعیت این شهر برابر با ۲۶٬۹۴۷ نفر جمعیت بوده‌است.

### زبان
مردم نور به زبان طبری (مازندرانی) با گویش کجوری سخن می‌گویند.

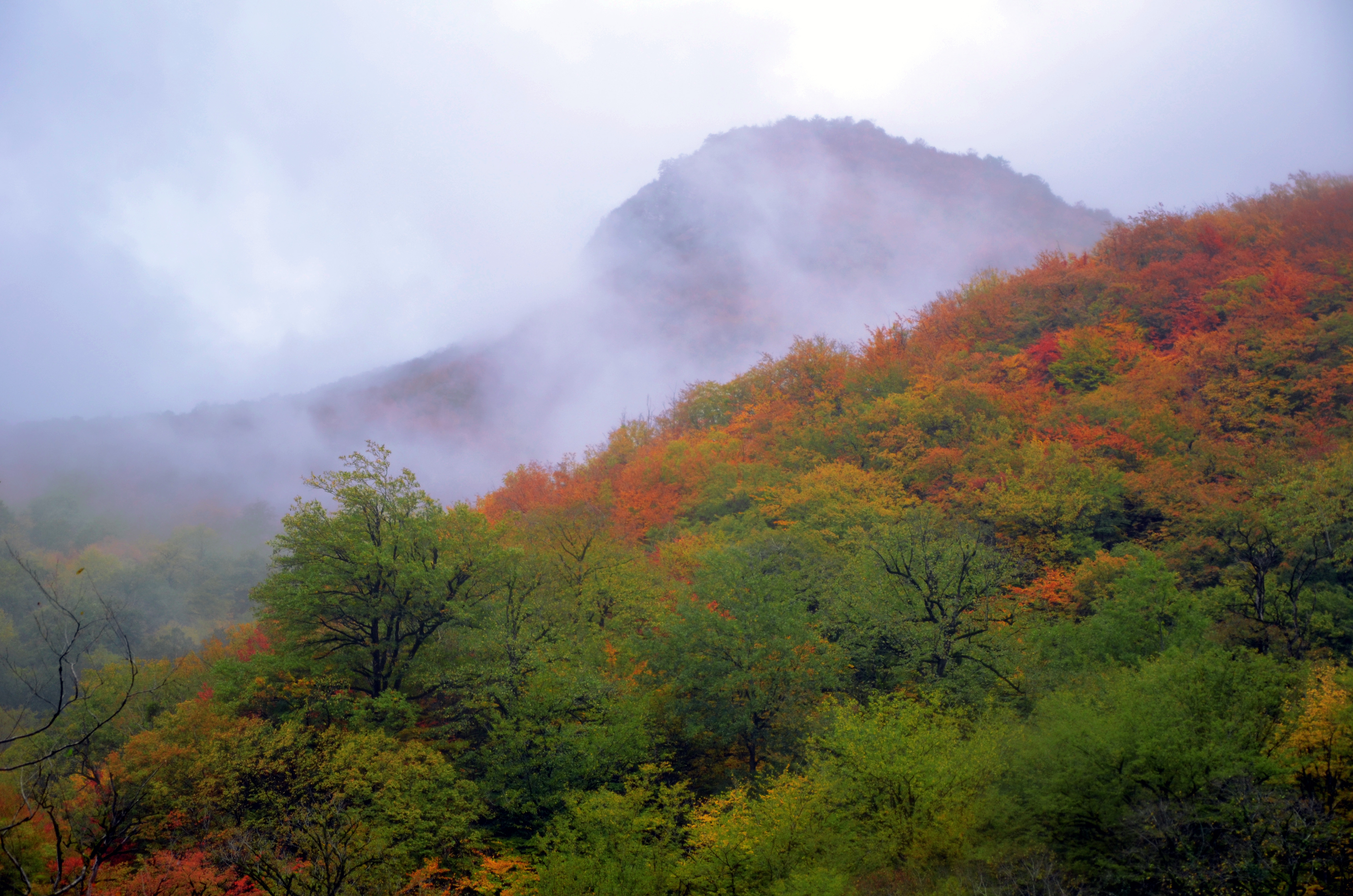
طبیعت گلندرود رویان

## ریشه نام

### نور
در جای‌نام‌شناسی ایرانی واژهٔ "نور" بیگانه است. نیما یوشیج که خود اهل نور بود می‌گوید: اهل نور به ولایت خویش نو می‌گویند که در گویش کجوری زبان مازندرانی به معنای دره است. به اعتقاد حبیب برجیان لفط نو با جغرافیای نور که دره‌ای ژرف در البرز مرکزی است سازگاری کامل دارد.

### کجور
در منابع قرن دهم تا پانزدهم نام کُجور به‌صورت کجه و کچه و کچو و کجو و کجویه ضبط شده‌است. نیما یوشیج تلفظ کجوری این واژه را کجو ذکر می‌کند و می‌افزاید کجو به معنای عام محل و ده است.

### سولده
در گذشته به شهر نور سولده گفته می‌شد که شهری در شمال ولایت نور و کجور بود. سول در زبان مازندرانی به معنای روشنایی و مشتق از واژهٔ سو به معنای روشن است. همچنین در برهان قاطع سول به معنی درهٔ باریک به کار رفته‌است.

### رستاق
جای نام‌های آباد و گرد در مازندران اصیل نیست و به جای آن‌ها از «سَر» و «بُن» و «پَی» و «کلا» و «مله» و «کنار» و «کوه» و «دین» و «کَنده» و «اوس» و «رستاق» و جز اینها به کار می‌رود. رِستاق در مازندرانی بصورت «restâq» تلفظ می‌شود و به معنی رودبار و روستا یا ولایت است و معادل بلوک در فلات ایران و تومان در بخارا است. در تقسیمات کشوری فرهنگستان اول لفظ دهستان را به جای بلوک نشاند لذا رستاق‌های مازندران رتبهٔ اداری دهستان را گرفتند.
نام رستاق در شهرستان‌های مازندران:
1. چالوس: کلارستاق
2. کلاردشت: کلارستاق
3. نوشهر: کجورستاق، زندرستاق، خورشیدرستاق، زانوس رستاق و پنجک رستاق
4. نور: ناتل‌رستاق و تترستاق
5. آمل: نمارستاق، اهلم رستاق، بهرستاق و دلارستاق (دِیلارستاق)
6. تنکابن: سیاه رستاق

### اوس
پسوند اوس (us) یکی از جاینام‌های مازندران می‌باشد. این جاینام در واژگانی در معنای محافظ و نگهبان استفاده می‌شده‌است.
مناطقی که در مازندران از جاینام اوس استفاده شده‌است.
1. چالوس: مرز کجور و کلارستاق
2. کندلوس: در کجور
3. لوس: در کجور
4. زانوس: در کجور
5. کُنوس: در کجور
6. کندوسان: منطقه ای که ابن اسفندیار به آن اشاره کرد
7. دَروس: در شمیرانات
8. اوز (اوس): در نور
9. یوش (یوس): در نور

## تاریخچه

### دوران باستان

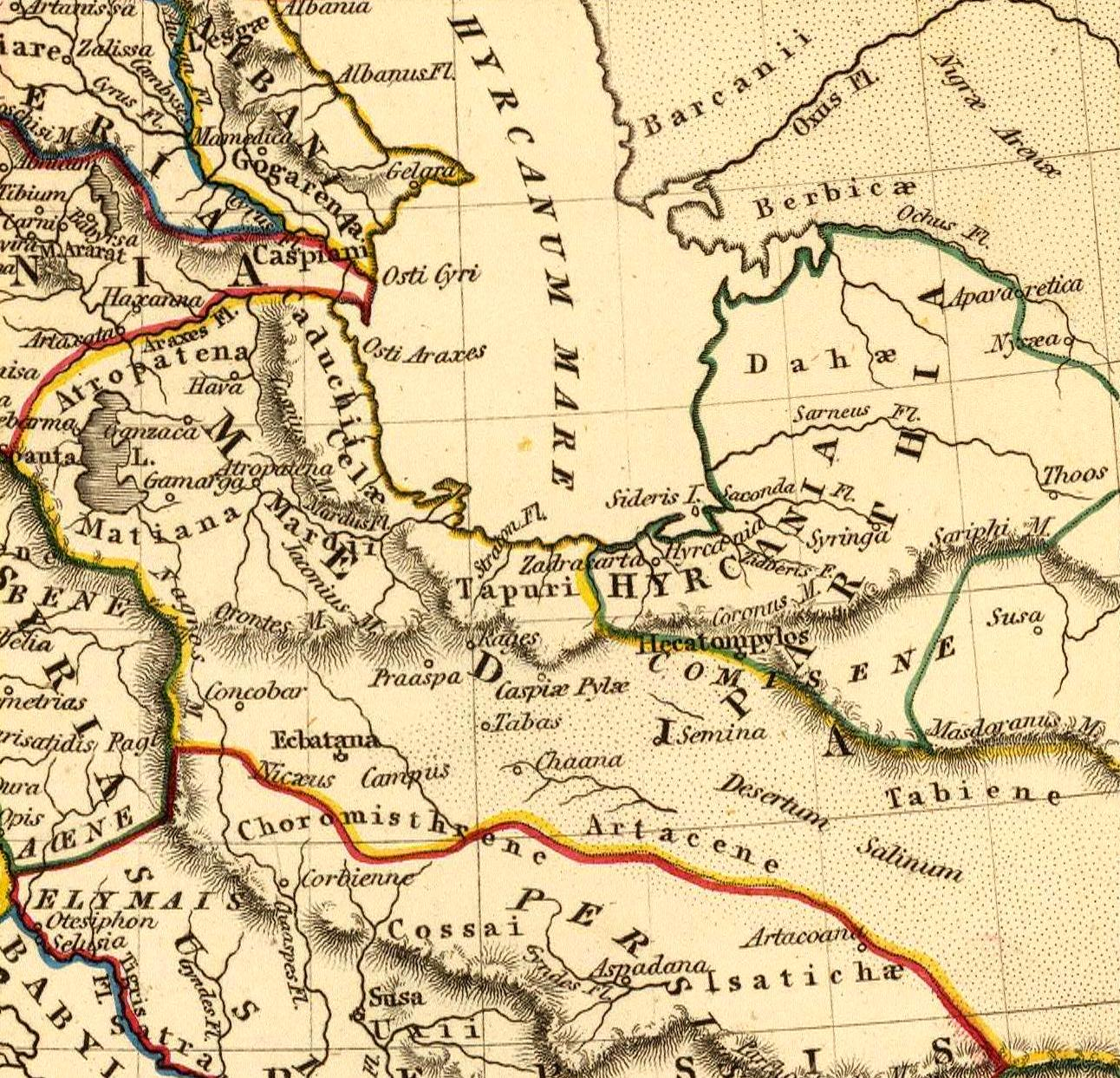
موقعیت تپورها در قرن دوم قبل از میلاد، از شرق سپیدرود تا اسرم هیرکانیا

استان مازندران پیش از اسلام تپورستان (به پهلوی: ) نامیده می‌شد که برگرفته از نام قوم تپوری (به یونانی: Τάπυροι) می‌باشد که پس از اسلام قوم طبری نام گرفتند و سرزمینشان طبرستان نامیده شد. به اعتقاد مورخان آماردها نخستین سکنهٔ باستانی مازندران بودند و آماردها از آمل تا تنکابن و تپورها از آمل تا گرگان سکونت داشتند. در عصر هخامنشی در کرانهٔ جنوبی دریای مازندران اقوام، تپوری، آمارد، آناریاکه و کادوسی سکونت داشتند.
مورخان آماردها را به مردمان داهه و سکایی و پارسی پیوند داده‌اند. هرودوت از قبیلهٔ مارد (mardes) در کنار دائی‌ها (daens)، دروپیک‌ها (dropiques)، و ساگارتی‌ها (sagarties) به عنوان پارس‌های کوچ‌نشین و صحراگرد یاد کرده‌است. پلینیوس مورخ یونانی محل آماردها را قسمت شرقی مارگانیا شناسایی کرده‌است. استرابون(۶۳ ق. م) قوم آمارد را در کنار اقوام تپوری، کادوسی و کرتی به عنوان اقوام کوهستان نشین شمال کشور یاد می‌کند. استرابو می‌نویسد: تمام مناطق این کشور به استثنای بخشی به سمت شمال که کوهستانی و ناهموار و سرد است و محل زندگی کوهنشینانی به نام کادوسی (Cadusii) و آماردی (Amardi) و تپوری (Tapyri) و کرتی (Cyrtii) و سایر مردمان دیگراست، حاصلخیز است.
به گفتهٔ واسیلی بارتلد تپوری‌ها در قسمت جنوب شرقی ولایت سکونت داشتند و در قید اطاعت هخامنشیان درآمده بودند و آماردها مغلوب اسکندر مقدونی و بعد مغلوب اشکانیان شدند و اشکانیان در قرن دوم ق.م. آنها را در حوالی ری سکونت دادند و اراضی سابق آماردها به تپوری‌ها اهدا شد و بطلمیوس در شرح دیلم یعنی قسمت شرقی گیلان در ساحل بحر خزر در آن زمان از تپوری‌ها نام می‌برد. به گفتهٔ یحیی ذکا در «کاروند کسروی» آورده‌است: آماردان یا ماردان، در زمان لشکرکشی اسکندر مقدونی به ایران، این تیره در مازندران نشیمن می‌داشتند و آن هنگام هنوز قبایل تپوران به آنجا نیامده بودند. به گفتهٔ مجتبی مینوی قوم آمارد و قوم تپوری در سرزمین مازندران می‌زیستند و تپوری‌ها در ناحیهٔ کوهستانی مازندران و آماردها در ناحیهٔ جلگه‌ای مازندران سکونت داشتند. در سال ۱۷۶ ق. م فرهاد اول اشکانی قوم آمارد را به ناحیهٔ خوار کوچاند و تپوری‌ها تمام ناحیهٔ مازندران را فرو گرفتند و تمام ولایت به اسم ایشان تپورستان نامیده شد.

### ناتل
ولایت نور در صدر اسلام ناتل نامیده می‌شد. ناتل نام ولایتی در طبرستان بود و همچین نام شهری میان آمل و چالوس بود. ابن رسته، ابن فقیه همدانی، اصطخری و ابن حوقل کهن‌ترین منابعی هستند که در قرن سوم از این ولایت نام برده‌اند. در ناتل دژی پادگانی به نام «دوک» یا «دون» قرار دشت که در آن ۵۰۰ سرباز آماده حضور داشتند. شهر ناتل در دورهٔ عباسیان از بزرگ‌ترین شهرهای طبرستان بود. یاقوت حموی در معجم‌البلدان، «ناتل» یا «ناتله» را یکی از شهرهای بخش دشتی طبرستان نامیده‌است که بین آمل و چالوس و با فاصلهٔ پنج فرسخی از هردو شهر قرار دارد. در حدودالعالم، ناتل به همراه چالوس و کلار از کورهٔ رویان و جزئی از خاک طبرستان معرفی شده‌است که پادشاه جدا داشت که به آن «استندار» می‌گفتند. در اکثر منابع تاریخی از ناتل به عنوان شهری آباد در منطقه سرسبز و پرحاصل و دارای علما و فضلا یاد شده‌است. در ادوار مختلف در ناتل قصرهایی همچون قصر حسام‌الدوله اردشیر باوندی از ملوک طبرستان بنا شد. در کتاب تاریخ رویان در شرح وقایع تاریخی و درگیری‌های شمال ایران، بارها به ناتل اشاره شده‌است. ظهیرالدین مرعشی ناتل را مرکز دشت رستمدار معرفی می‌کند. شهر ناتل مرکز پادوسبانان آل کاووس نور بود که از نسل ملک کاووس یکم بود. در زمان فرمانروایی مرعشیان بر طبرستان ۷۸۲ قمری، فخرالدین بن قوام‌الدین مرعشی پس از فتح رستمدار شهر واتاشان که قریه‌ای در نزدیکی ناتل بود به عنوان مقر رستمدار انتخاب شد. به نظر می‌رسد شهر واتاشان و ناتل در اثر حملهٔ تیمور تا سال ۸۰۵ قمری نابود شده باشد.

### موقعیت ناتل در طبرستان
از ناتل، چالوس و کلار به عنوان شهرهای طبرستان یاد شده‌است. ابن رسته مورخ قرن سوم، طبرستان از جانب مشرق به گرگان و قومس و از طرف مغرب به دیلم و از طرف شمال به دریا و از طرف جنوب به به بعضی از نواحی قومس و ری محدود می‌شود. به گفته ابن رسته مراکز و بخش‌های طبرستان چهارده تا است و خورهٔ آمل که کرسی و مرکز آن ناحیت است و شهرهایش عبارتند از: ساری و اسرم و مامطیر و تُرنجه و روُبست و مرارکدیه (کدح) و مِهروان و طَمیس و تَمار و ناتل و شالوس (چالوس) و رویان و کلار.اصطخری می‌نویسد: آمل، ناتل، سالوس (چالوس)، کلار، رویان، میله، برجی، چشمهٔ‌الهم، ممطیر، ساری، اسرم، لمراسک و تمیشه در شمار طبرستان است.
ابن حوقل در وصف طبرستان می‌نویسد: بزرگ‌ترین شهر طبرستان شهر آمل و در زمان ما حاکم نشین آنجاست. از پلور تا آمل یک منزل است و از آمل به شهر میله دو فرسخ و از میله تا تریجی دو فرسخ و از تریجی به اسرم ساری یک منزل و از اسرم ساری تا استرآباد چهار منزل و از استرآباد تا گرگان دو منزل راه است و از آمل تا ناتل یک منزل و از ناتل تا چالوس یک منزل و به سمت دریا تا عین الهم یک منزل است. ابن حوقل می‌نویسد: شهرهای آمل، شالوس (چالوس)، کلار، رویان، میله، تریجی، عین الهم، مامطیر، ساریه و طمیسه جز ولایت طبرستان است. مقدسی نیز در احسن التقاسیم فی معرفة الاقالیم «جرجان، طبرستان، دیلمان و جیلان» را در اقلیم پنجم عالم معرفی کرده‌است. مقدسی همچنین طبرستان را دارای کوه‌های بسیار و باران فراوان، وصف کرده و آمل را مرکز طبرستان و چالوس، مامَطیر، تُرنجَه، ساریه، اسرم، تمیشه و… را از شهرهای طبرستان دانسته‌است.
به نقل از حدود العالم تمیشه، لمراسک، ساری، اسرم، مامطیر، تریجی، آمل، الهم، ناتل، رودان، چالوس و کلار در شمار طبرستان هستند. به گزارش مؤلف حدود العالم ناتل، رودان، چالوس و کلار شهرک هایی‌اند اندر کوه و شکستگی‌ها و این ناحیتی است هم از طبرستان و لکن پادشاهی دیگر است و پادشاه آن استندار خوانند.
ابوالقاسم بن احمد جیهانی در کتاب اشکال‌العالم می‌نویسد: از شهرهای طبرستان: آمل، ناتل، سالوس (چالوس)، کلارودان، عین‌الهم، مامطیر، ساری، اسرم، تمیشه، استرآباد، جرجان، آبسکون و دهستان است. راه آمل به دیلم، آمل تا ناتل از آنجا تا سالوس و از آنجا تا کلار و از آنجا تا دیلم است. رابینو می‌نویسد: وسعت دیلم تا بیش از یک منزلی مغرب ناحیه کلار طبرستان نبوده‌است. حمزه اصفهانی مورخ قرن سوم در کتاب سنی ملوک الارض و الانبیا می‌نویسد: طبرستان دارای کوره‌های بسیار بود که یکی از آنها سرزمین دیلم است و ایرانیان دیلمیان را اکراد طبرستان می‌نامیدند چنان‌که عربان مردم عراق را اکراد سورستان می‌خواندند.
ابن اسفندیار طبرستان را از شرق تا غرب، محدود به دینارجاری تا ملاط دانسته، که معادل تقریبی جرجان و رودسر کنونی هستند. ابن اسفندیار در کتاب تاریخ طبرستان از شهرهای طبرستان که دارای جامع و مصلی بودند چنین نام می‌برد: به هامون آمل، ساری، اسرم، مامطیر، رودبست، تریجه، میله، مهروان، اهلم، پای‌دشت، ناتل، کنو، شالوس (چالوس)، بیخوری، لمراسک، طمیش و به کوهستان کلار، رویان، نمار، کجویه، ویمه، شلنبه، وفاد، الجمه، شارمام، لارجان، امیدوارکوه، پریم و هزارگری.
ظهیرالدین مرعشی در کتاب تاریخ طبرستان و رویان و مازندران می‌نویسد: حد طبرستان از طرف شرقی دیناره‌جاری و از طرف غربی ملاط که آن قریه شهر هوسم که اکنون به فرضه روده‌سر اشتهارد دارد. حد مازندران از طرف شرقی بیشه انجدان می‌باشد و از طرف غربی ملاط می‌باشد. حد گرگان حالیا که به استرآباد مشهور است و اصلاً دهستان می‌گفتند شرقی دیناره جاری است که حد شرقی تمام طبرستان است و غربی انجدان که حد شرقی مازندران است. اسرم مرکز و پایتخت تمدن هیرکانیا می‌باشد. به گفتهٔ ظهیرالدین مرعشی مازندران بخشی از طبرستان است و سرزمین طبرستان، گرگان و مازندران هر دو را در بر می‌گرفت.

### رویان
رویان به سرزمینی آباد در غرب مازندران گفته می‌شد که شامل نور، کجور، کلارستاق، لنگا، تنکابن، سختسر، هوسم، الموت، طالقان، لورا، ارنگه، رودبار قصران و لارقصران می‌شد. به گفته ابن فقیه همدانی، رویان از کوره‌های طبرستان است و از شهرهای رویان: چالوس، لارز، شرز و بذشوارجر است. در حدود العالم؛ ناتل، چالوس و کلار از کورهٔ رویان و جزئی از خاک طبرستان معرفی شده‌است.

### رستمدار
از قرن هفتم تا دوره صفویه منطقهٔ رویان عمدتاً با نام رویان و رستمدار یا رستمدار شناخته می‌شد و در این دوره مرزها ی ولایت رستمدار شامل مناطق کلارستاق، کجور، نور، طالقان، لاریجان، لواسانات، شمیرانات و مناطق پشت کوه البرز مرکزی می‌شد. سابقاً طبرستان شامل گرگان، استرآباد، مازندران و رستمدار می‌شد یعنی سرتاسر ناحیه‌ای که بین دینار جاری در مشرق و ملاط لنگرود (واقع در گیلان) در مغرب بود را شامل می‌گشت. سرحدات قدیمی رستمدار عبارت بود از: سیسنگان یا رودخانه مانهیر در مشرق و ملاط لنگرود در مغرب. مدتی بعد این سرحدات تغییر شکل یافتند و می‌توان گفت که رستمدار ناحیه‌ای را که از آمل تا گیلان ادامه می‌یافت شامل می‌شد. رویان نام اراضی مسطح بود ولی همچنین به سرتاسر رستمدار نیز گفته می‌شد.

### پیدایش نور

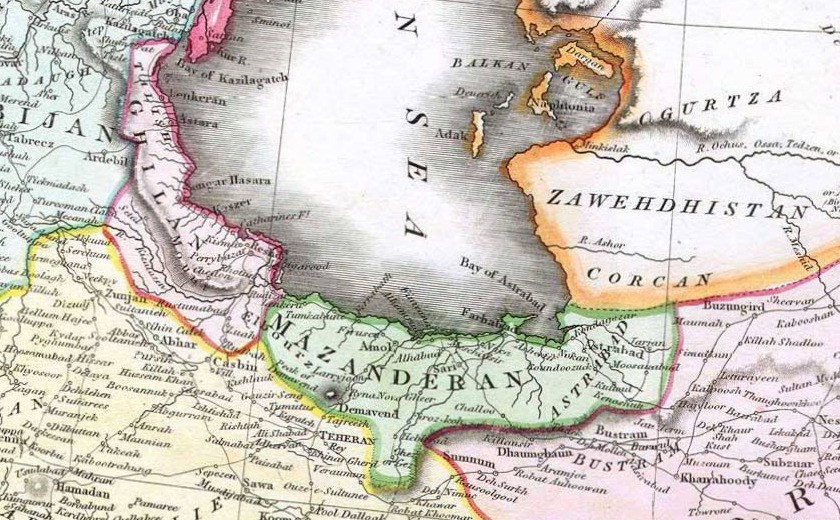
نقشهٔ قدیم مازندران ۱۸۱۴ میلادی

این شهر دارای سابقه تاریخی بسیار کهن به عنوان یک آبادی در نزدیک شهر تاریخی ناتل بوده‌است و نقش سرنوشت‌سازی در تاریخ محلی در استان مازندران داشته‌است. شهر نور که نام سابق آن سولده بوده در زمان اخیر پیش بندر شهر ناتل محسوب می‌شد. نور حدود هزار سال در تاریخ ایران پس از اسلام به عنوان بخشی از ولایت رویان تاریخی در مازندران در فاصلهٔ قرن اول تا هفتم هجری قمری بوده‌است. سپس جزئی از ولایت رستمدار در فاصلهٔ قرن‌های هفتم تا نهم قمری شد. آن‌گاه از دورهٔ صفویان از قرن دهم هجری و دقیقاُ قاجار به بعد به نام ولایت نور نام‌گذاری شد.
چارلز فرانسیس مکنزی که در سال ۱۸۵۹ میلادی از این محل عبور کرده چنین وصفی در خصوص آن ارائه می‌دهد. «دهکدهٔ سولده، هشتصد متر از دریا فاصله داشت. سولده دهکدهٔ بزرگی است و میرزا آقاخان نوری به‌خصوص به آن توجه داشت. این ده دویست خانه، بیست دکان و دو حمام دارد و یک پل آجری به سه دهنه روی رودخانه‌ای به همین نام ساخته‌اند.»
نور در گذشته بخشی از شهرستان آمل بوده و با نام سولده شناخته می‌شد. پس از جدایی از آمل به بخش‌های مرکزی، بلده و چمنستان تقسیم شد.

### منطقهٔ کجور
محدودهٔ تاریخی کجور از شمال به دریای خزر از غرب به رود چالوس از شرق به سولده (نور) و از جنوب به دره نور محدود می‌شود. منطقه کجور به همراه کلارستاق، لنگا، تنکابن، سختسر و هوسم بخشی از رویان کهن بود که بعدها رسمتدار نام گرفت. رویان کهن از نواحی غربی طبرستان محسوب می‌شده‌است.

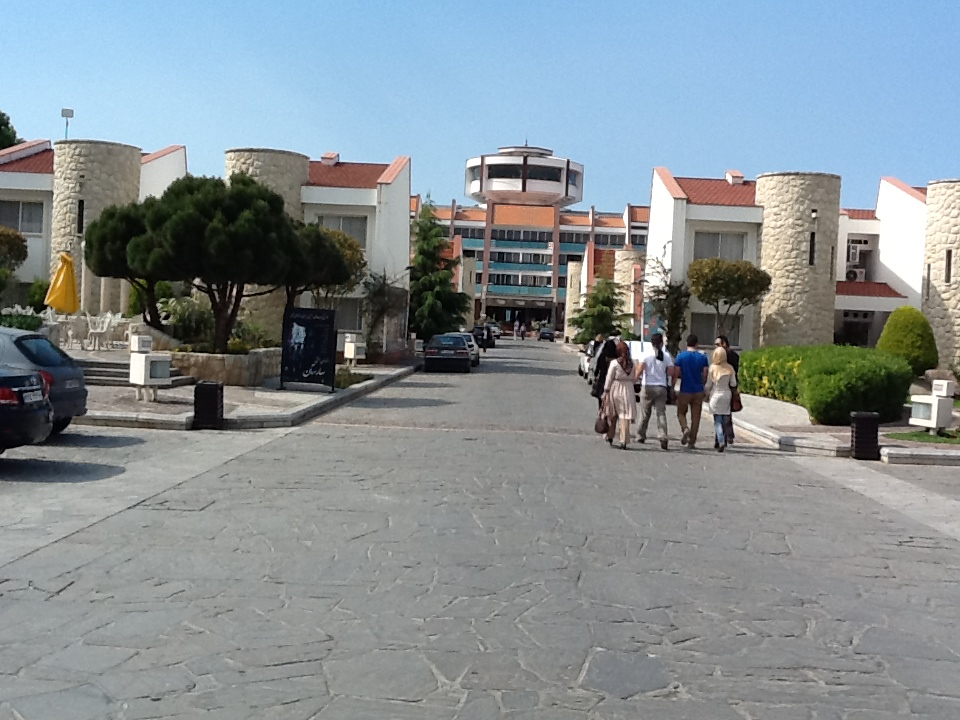
هتل نارنجستان نور

### محال ثلاث نور
محال ثلاث نور منطقه ای در غرب مازندران متشکل از سه منطقهٔ نور، کجور و کلارستاق بوده که پس از انقراض سلسلهٔ پادوسبان در منطقهٔ رویان و رستمدار شکل گرفت که از آن به عنوان ولایت نور یا محال ثلاث نور یاد می‌شده‌است. در عصر صفوی منطقه کلارستاق و کجور از توابع نور به حساب می‌آمدند و این مسئله تا اواخر عصر صفوی پایدار ماند. در این دوره حکامی از منطقه یوش نور همچون عباسعلی بیک ویلک یوشی نوری بر محال ثلاث نور، کجور و کلارستاق حاکم بودند. در دوران سلطان حسین صفوی، کیا نعیم بیک میار از خاندان کلارستاق که از نوادگان ملک کیومرث رستمدار بود حکمران محال کجور، کلارستاق، کلاردشت و مضافات گردید. در عصر زندیه محمد خان دادوئی از خاندان سوادکوه حاکم مازندران و محال ثلاث نور، کجور و کلارستاق گشت.

## طوایف
مردم نور از قومیت طبری هستند طایفهٔ نوری یکی از بزرگ‌ترین طوایف قوم طبری می‌باشد که به تیره‌های کپج، لونج، دارچن، وازی، گیل (برزگر)، لر،  قائمی و بیشم، لورائی، کاردار، لاویج، کلیج، ننیج، نمیج، اوزیج، سپار و اسفندیاری (یوشیج) تقسیم می‌شوند.

## اقلیم
شهر نور به دلیل مجاورت با دریای مازندران از اقلیم معتدل و مرطوب برخوردار است و حداکثر دمای آن در فصل تابستان ۳۶ درجهٔ سانتی‌گراد است و این میزان در فصول سرد سال به منفی ۱ درجه سانتی‌گراد کاهش می‌یابد.

## افراد برجسته و سرشناس
- نیما یوشیج
- میرزا آقاخان نوری
- بهاءالله
- شیخ فضل‌الله نوری
- حسن اسفندیاری
- محدث نوری
- علی‌اکبر ناطق نوری
- غلامحسین بنان
- منوچهر ستوده
- پرویز ناتل خانلری
- غلامحسین صدیقی
- حسینقلی صدرالسلطنه
- نورالدین کیانوری
- رؤیا نونهالی
- رحمان رضایی
- عبدالله بهزادی
- همایون بهزادی
- محمود مشحون
- ابوالحسن صدیقی
- افشین علا
- پیروز مجتهدزاده
- آسیه‌خانم
- اسماعیل نوری‌علا
- یحیی صبح ازل
- عباس نوری
- عبدالله بهزادی
- حسین خطیبی
- محمدتقی نوری مازندرانی
- حنیف عمران‌زاده
- حامد کاویانپور
- محسن یوسفی
- لادبن اسفندیاری
- ابوتراب خواجه‌نوری
- موسی نوری اسفندیاری
- میرزا کاظم نظام‌الملک
- صادق کیا
- مهران دوستی
- اسدالله یمین اسفندیاری
- منتخب اسفندیاری
- عبدالوهاب نظام‌الملک
- ابوالحسن عمیدی نوری
- فرزاد قادری
- پرتو نوری‌علا